# بوب بارنز
بوب بارنز (بالإنجليزية: Bob Barnes)‏ هو لاعب كرة قاعدة أمريكي، ولد في 6 يناير 1902 في واشبورن في الولايات المتحدة، وتوفي في 8 ديسمبر 1993 في بيوريا في الولايات المتحدة.

## وصلات خارجية
- بوب بارنز على موقعبيزبول رفرنس.كوم (الدوري الرئيسي) (الإنجليزية)